# Union internationale des femmes musulmanes
L'Union internationale des femmes musulmanes est une organisation non gouvernementale internationale, rassemblant des femmes musulmanes de 165 pays.

## Histoire

### Fondation
L'union est créée le 31 juillet 1996 au Soudan par des femmes représentant les communautés féminines musulmanes de 165 pays ; en conséquence, le siège de l'association est à Khartoum,.

## Structure
L'actuelle présidente de l'union est la Nigeriane Khadijah Olaniyan.
Au cours des années 2010, et jusqu'à son décès le 5 mars 2010, Aminah Assilmi (en) était la présidente de l'union.
La présidente d'honneur de l'union est Hinda Déby Itno, femme de l'ancien président tchadien.

## Buts de l'association
L'union internationale des femmes musulmanes entend faire jouer aux femmes un rôle plus actif dans les actions caritatives au sein de l'Oumma. Le but de l'association  est d'incarner les valeurs islamiques, de façonner l'identité des femmes musulmanes, d'éduquer les femmes musulmanes à leurs droits, de renforcer l'engagement des femmes musulmanes pour protéger leur vie au sein de leur famille et dans la société, d'aider les femmes musulmanes à se libérer de toute forme d'oppression ou de violation de leurs droits et de soutenir tous les efforts visant à renforcer l'économie des femmes musulmanes.

### Actions
Le 16 mai 2015, l'union signe avec la Commission de l'Union africaine une convention de partenariat afin de renforcer la coopération, notamment en vue d'améliorer la participation des femmes africaines à l'élaboration et à la mise en œuvre des politiques au niveau continental ; de favoriser l'implication des femmes africaines dans la promotion et la protection des droits de l'homme et des peuples en Afrique ; de mettre en œuvre la stratégie de l'Union africaine en matière de droits de l'homme sur le continent.